# Metarhizium
Metarhizium is een geslacht van entomopathogene schimmels behorend tot de familie Clavicipitaceae. Met de komst van genetische vingerafdrukken is het nu mogelijk geworden om dit soort schimmels in de juiste taxa the plaatsen. De meeste blijken ongeslachtelijke vormen (anamorfen) van schimmels in de stam Ascomycota te zijn.

## Soorten
Negen voormalige variëteiten hebben nu de status van soort gekregen naast de welbekende Metarhizium anisopliae:
- M. anisopliae: inbegrepen vele isolaten die voordien M. anisopliae var. anisopliae genoemd werden
- M. guizhouense (syn. M. taii)
- M. pingshaense
- M. acridum stat. nov. (= M. anisopliae var. acridum)
- M. lepidiotae stat. nov. (= M. anisopliae var. lepidiotae)
- M. majus stat. nov. (= M. anisopliae var. major)
- M. globosum sp. nov.
- M. robertsii sp. nov.
- M. brunneum

Soorten die al langer als verschillend bekendstonden:
- M. album
- M. flavoviride
- M. frigidum

De teleomorfen van Metarhizium-soorten behoren kennelijk tot het geslacht Metacordyceps. Metacordyceps taii (als Cordyceps taii) is beschreven als de teleomorf van Metarhizium taii en kreeg later de status van synoniem van M. anisopliae var. anisopliae, maar wordt nu beschouwd als een synoniem van M. guizhouense.
Het is nog niet duidelijk of andere variëteiten van M. anisopliae hun eigen teleomorfen hebben. Het is echter mogelijk dat enkele, zo niet de meeste, stammen van M. anisopliae het vermogen tot geslachtelijke voortplanting hebben verloren.